# Дальний (Казань)
Дальний (тат. Дәлни, Dälni) — посёлок (жилой массив) с малоэтажной застройкой в составе Казани.

## Территориальное расположение, границы

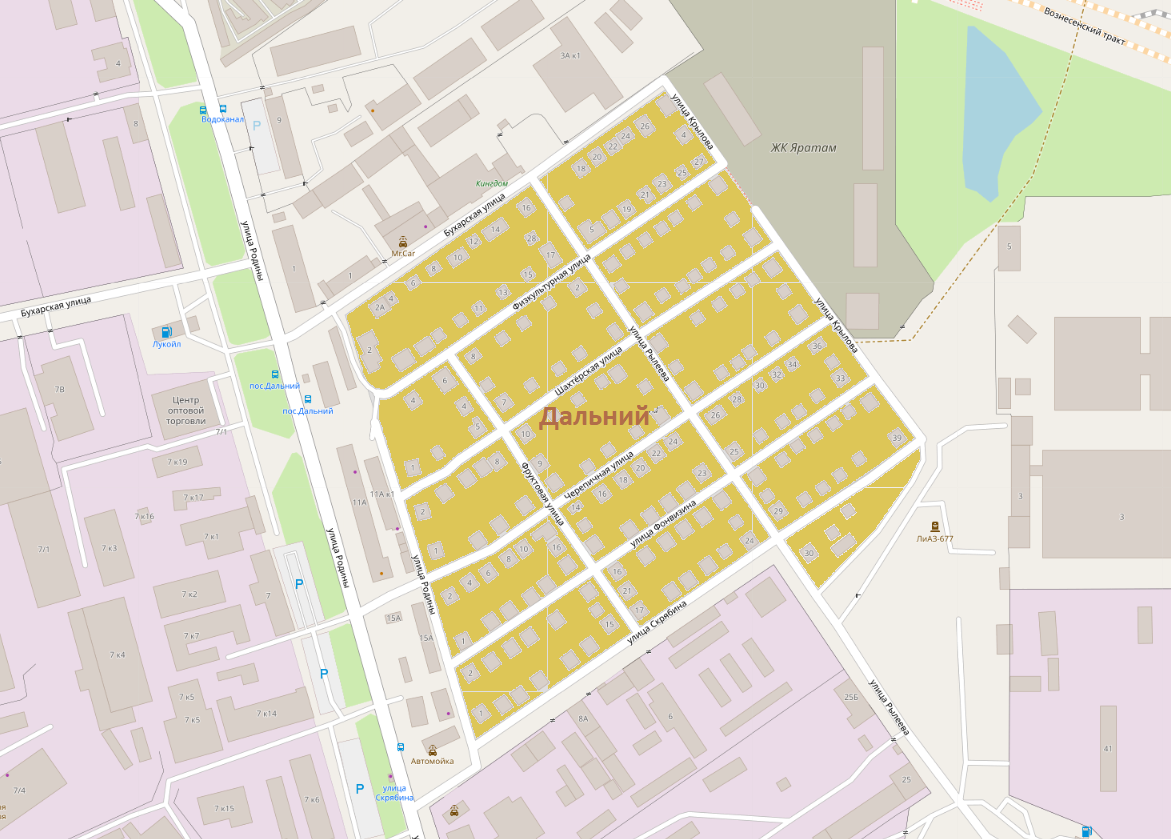
Карта посёлка Дальний

Посёлок Дальний находится в восточной части Казани, на территории Советского района, рядом с промзоной по улице Родины.  
Его границами являются: на западе — небольшая безымянная улица, идущая параллельно улице Родины (некоторые поселковые дома на ней имеют адресацию по улице Родины), на севере — улица Бухарская, на востоке — улица Крылова, на юге — улица Скрябина. Территория посёлка с малоэтажной жилой застройкой заметно выделяется на фоне окружающих его с трёх сторон производственно-складских и офисных зданий, а также высотного жилого комплекса «Яратам», примыкающему к посёлку с восточной (северо-восточной) стороны.

## Название
Название Дальний было присвоено посёлку 1 октября 1953 года постановлением исполкома Казанского горсовета № 756. 
Этимология названия, вероятно, обусловлена отдалённым расположением посёлка от основной части Казани — в 1950-х годах здесь была дальняя окраина города.

## Административно-территориальная принадлежность
Посёлок Дальний возник на территории Молотовского района Казани, который в январе 1957 года был переименован в Советский район.

## История

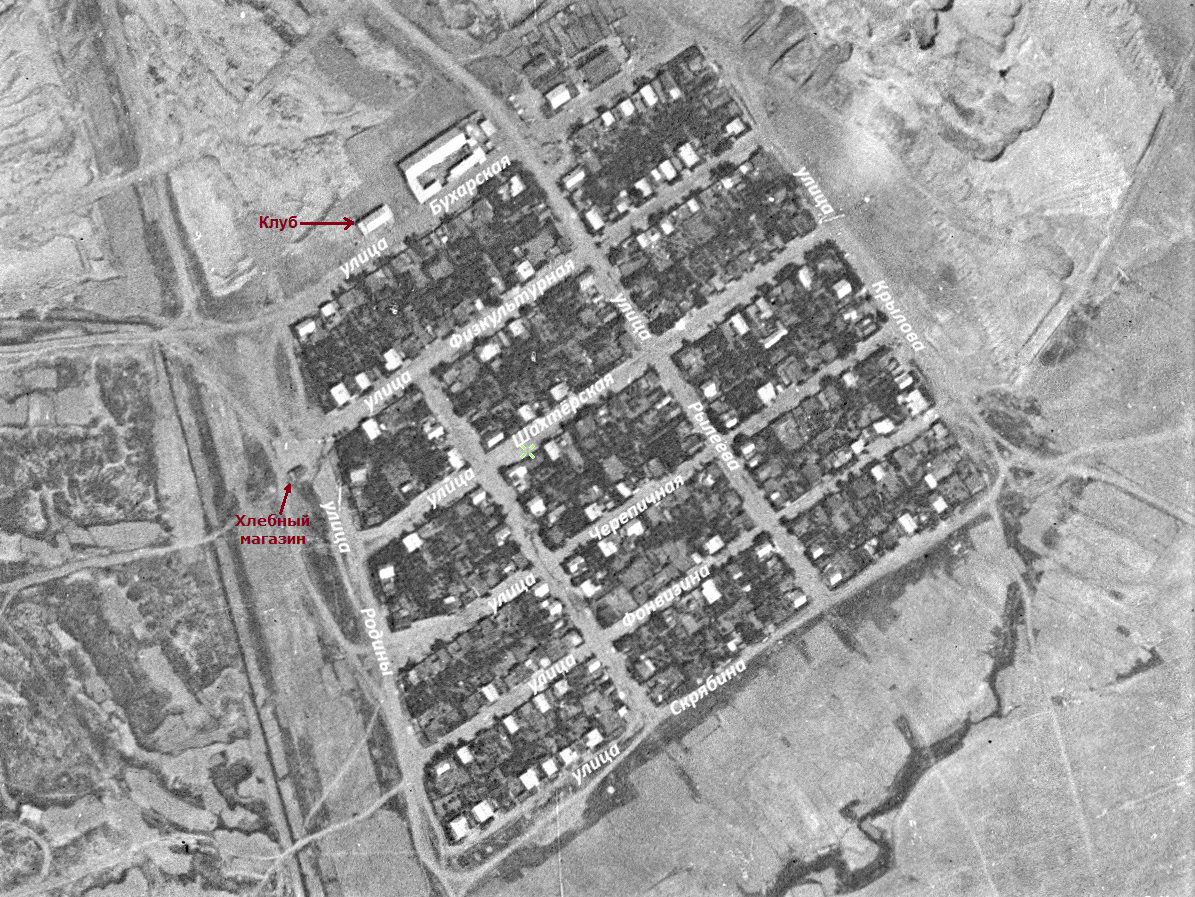
Посёлок Дальний на снимке с американского спутника (1966)

До появления посёлка Дальний на его территории располагалась пустошь. К северу от неё находились глиняные карьеры, снабжавшие сырьём кирпичные производства, расположенные в районе старого Вознесенского тракта (ныне улица Аделя Кутуя). По некоторым сведениям, в послевоенный период здесь работали немецкие военнопленные, которые возвели одноэтажный жилой барак (находился в районе нынешней улицы Бухарской), а также цех по производству кирпича сухого прессования (ни тот, ни другой объекты не сохранились). 
Посёлок Дальний появился в середине 1950-х годов для переселения жителей прибрежных волжских деревень, чьи дома попадали в зону затопления при строительстве Куйбышевского водохранилища (Поповка, Кукушкино, Малые Отары). Кроме того, в Дальний переселялись жители окрестных деревень (Салмачи, Вознесенское), а также некоторые казанцы, получившие здесь участки для строительства собственных жилых домов. 
Застройка Дальнего шла с севера на юг в соответствии с утверждённой параллельно-перпендикулярной уличной планировкой. Первые поселенцы получали участки площадью в 6 соток (в северной части посёлка), но при распределении участков в южной части Дальнего их площадь сократилась до 4 соток. Также под жильё был передан барак на улице Бухарской, построенный ранее немецкими военнопленными.
В 1960-е — 1970-е годы в посёлке Дальний было два магазина (продовольственный и отдельно стоявший хлебный) и клуб, в котором периодически демонстрировались кинофильмы (в клубе также располагалась библиотека).
В 1961 году благоустроили дорогу от Вознесенского тракта (нынешней улицы Аделя Кутуя) до посёлка Дальний, благодаря чему было обеспечено регулярное автобусное сообщение между посёлком и центральной частью города. Сначала от железнодорожного вокзала сюда ходили автобусы 5 маршрута (Вокзал — почтовое отделение № 50). Позже им на смену пустили автобусы 25 маршрута, ходившие от Чеховского рынка. Первоначально конечная остановка 25 маршрута располагалась в районе пересечения улиц Бухарской и Рылеева (сейчас северная оконечность улицы Рылеева упирается в улицу Бухарскую, но в те годы она пересекала её и напрямую выходила к улице Аделя Кутуя — именно по этой дороге осуществлялось автобусное сообщение). В 1980-е годы маршрут 25 автобуса был продлён до автобусного парка — Пассажирского автотранспортного предприятия № 2 (ПАТП-2), поэтому он стал ходить через весь посёлок по улице Рылеева. 
В 1970-е — 1990-е годы посёлок Дальний постепенно был окружён с трёх сторон (сначала с южной, затем с западной и северной) промышленно-складскими предприятиями и гаражами, оказавшись на окраине промышленной зоны. В 1980-е годы с восточной стороны посёлка был построен автобусный парк ПАТП-2. В декабре 2020 года у северо-восточной окраины Дальнего, за улицей Крылова, строительной компанией «СМУ-88» началось возведения высотного жилого комплекса «Яратам» в составе 7 жилых корпусов и детского сада. 
В постсоветский период посёлок Дальний имел статус внутригородского муниципального образования с собственными органами самоуправления. Но с 1 января 2006 года он, как и остальные посёлки Казани, был лишён этого статуса.

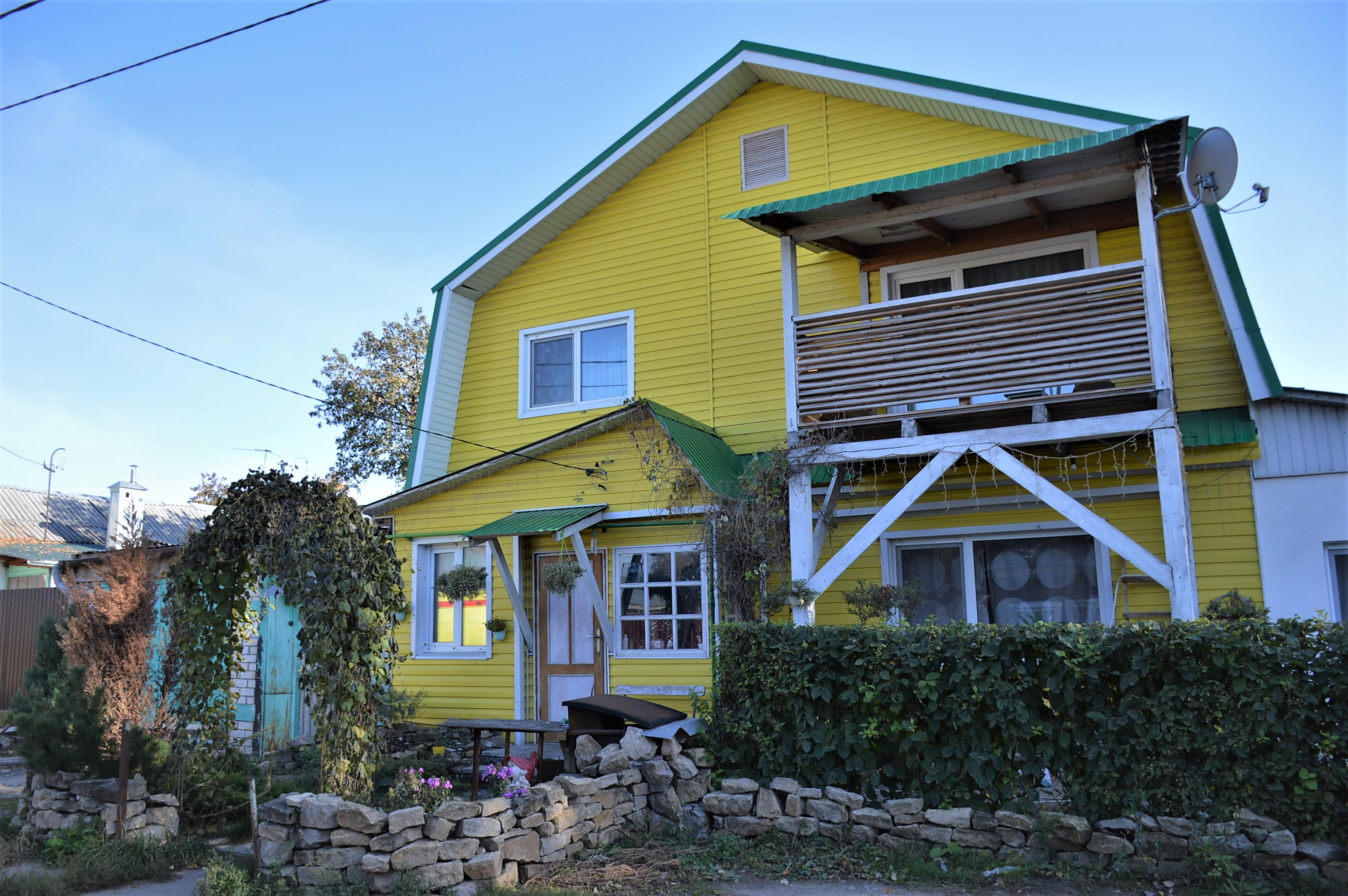
Жилой дом: ул. Фонвизина, 8
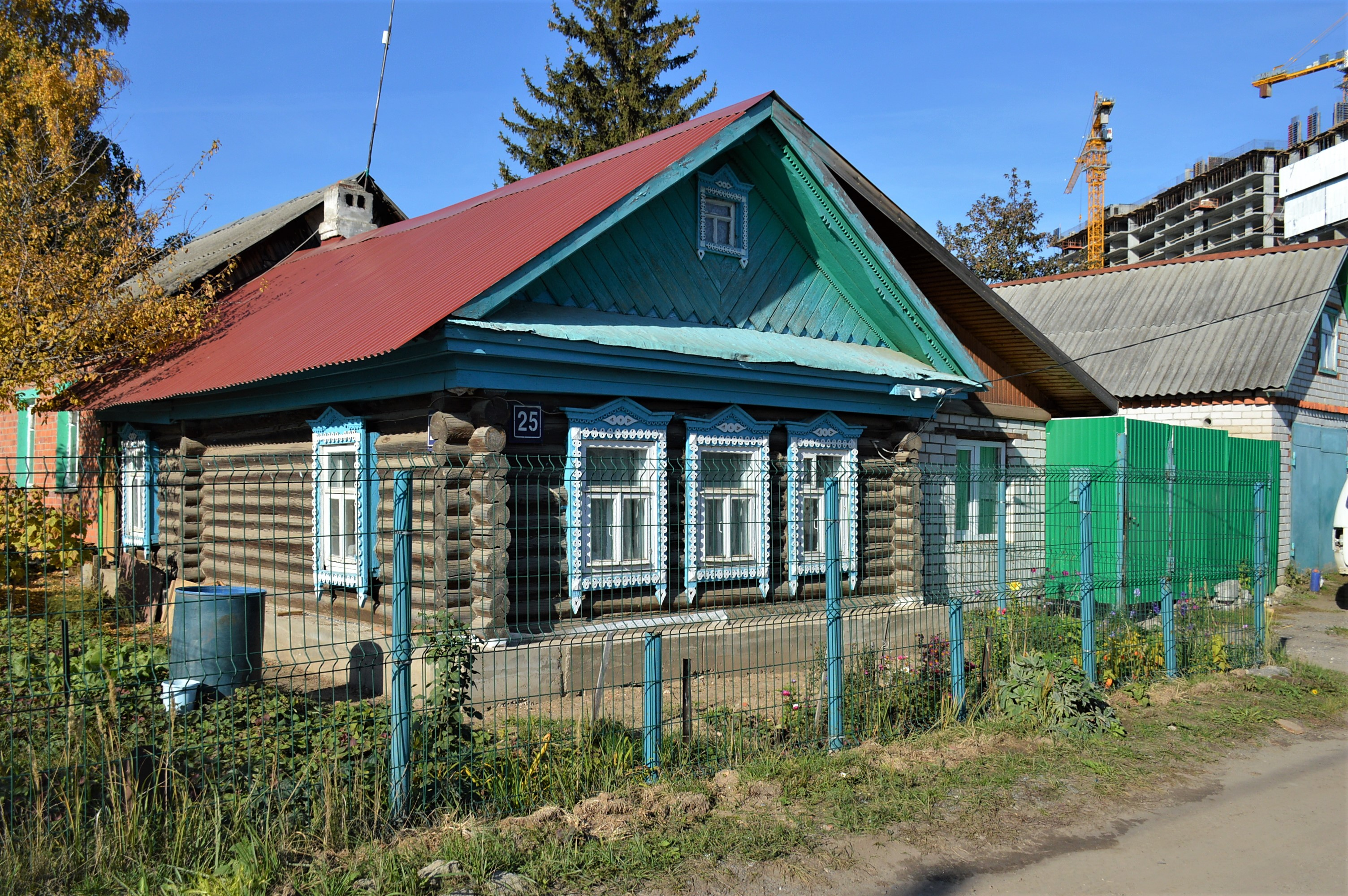
Жилой дом: ул. Фонвизина, 25
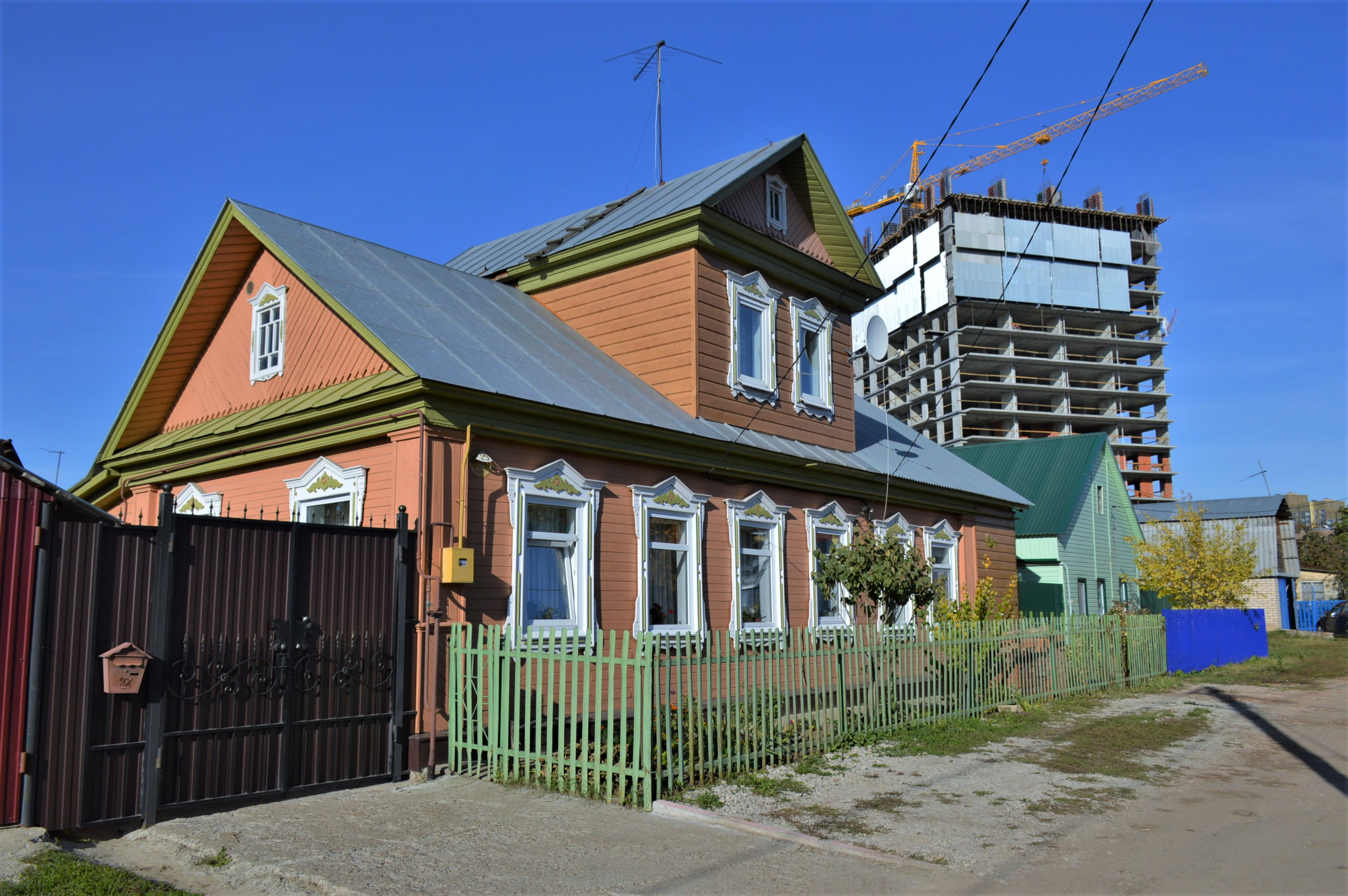
Жилой дом: ул. Фонвизина, 29
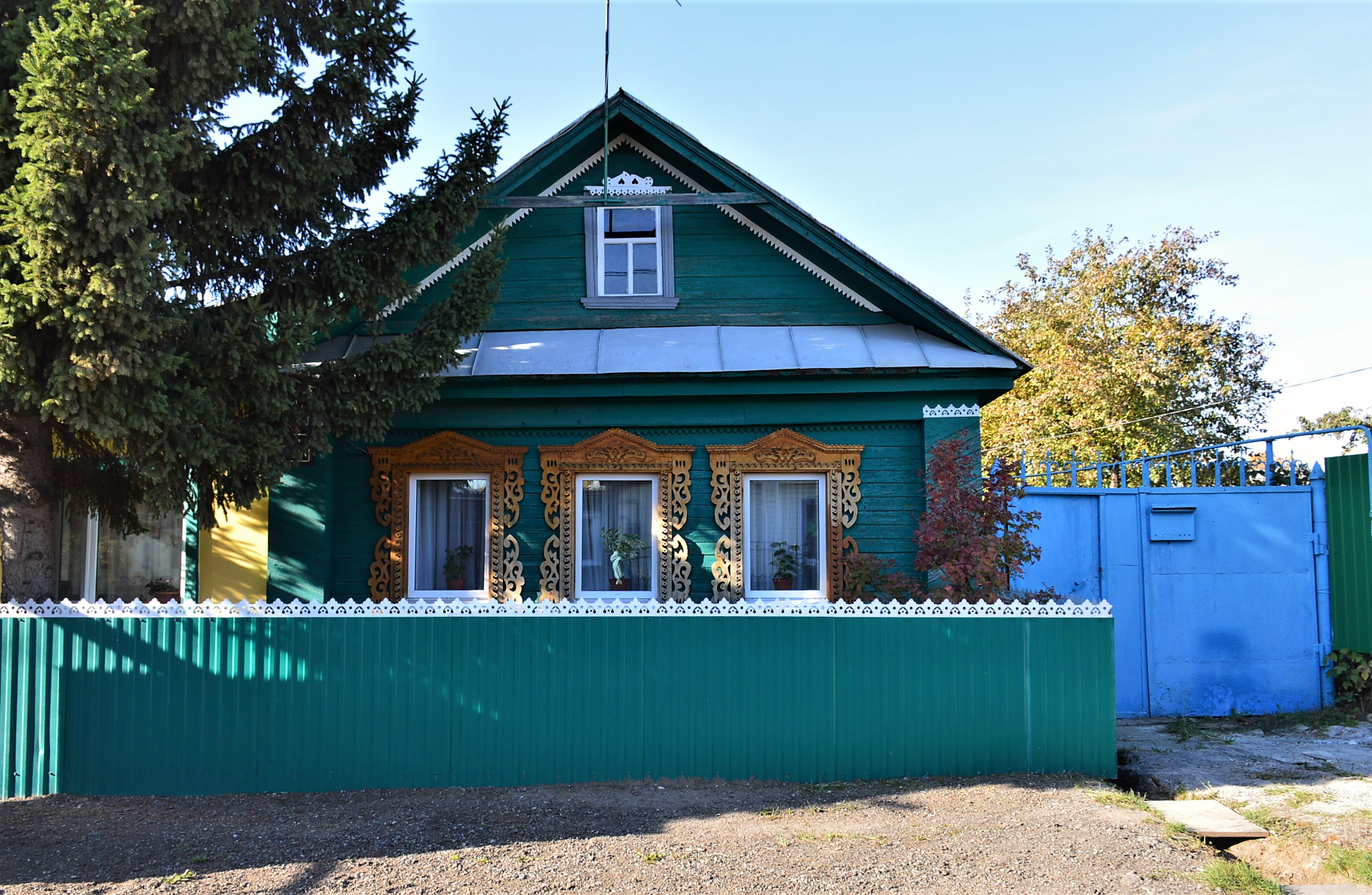
Жилой дом: ул. Черепичная, 5
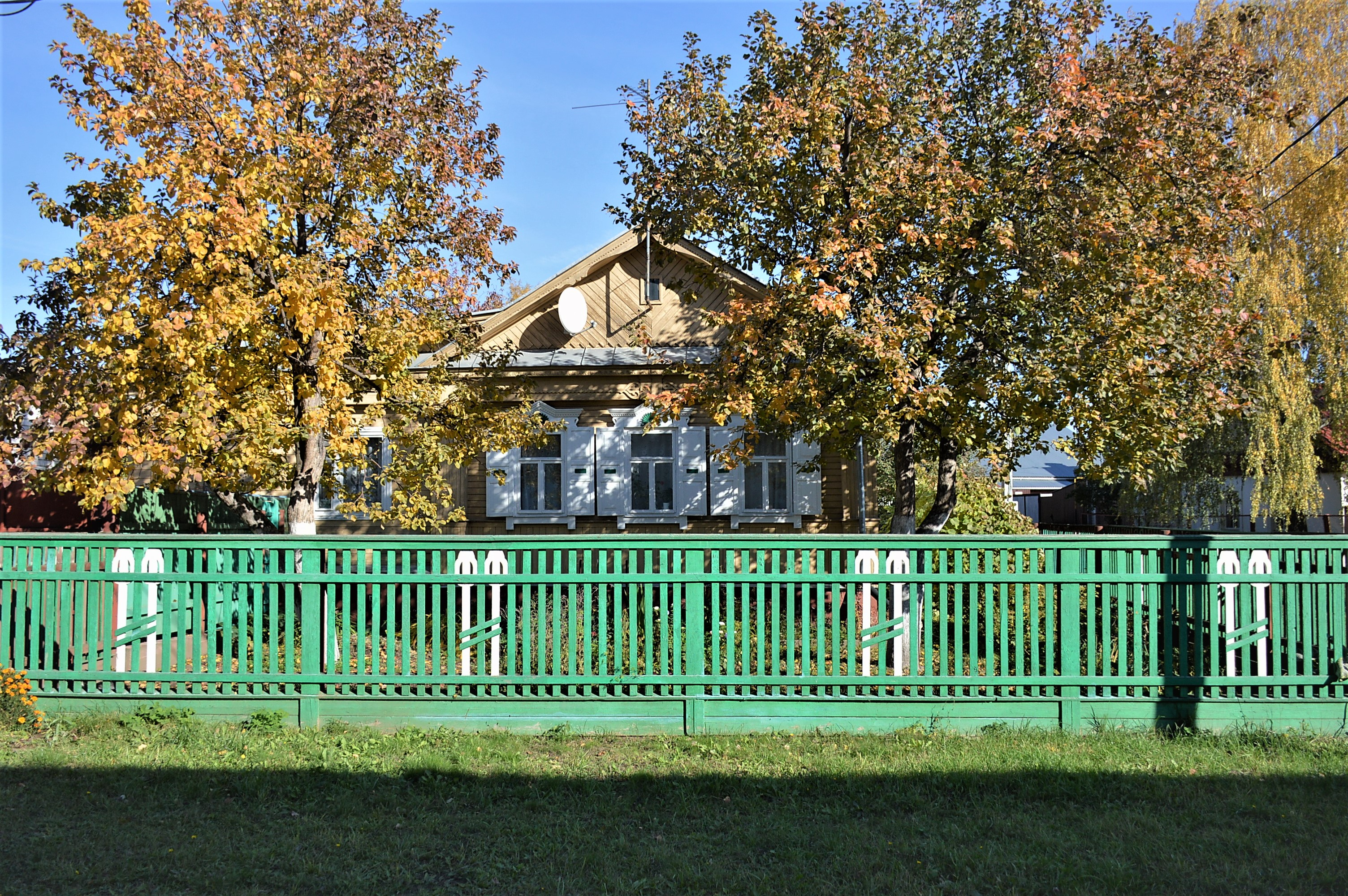
Жилой дом: ул. Шахтёрская, 1
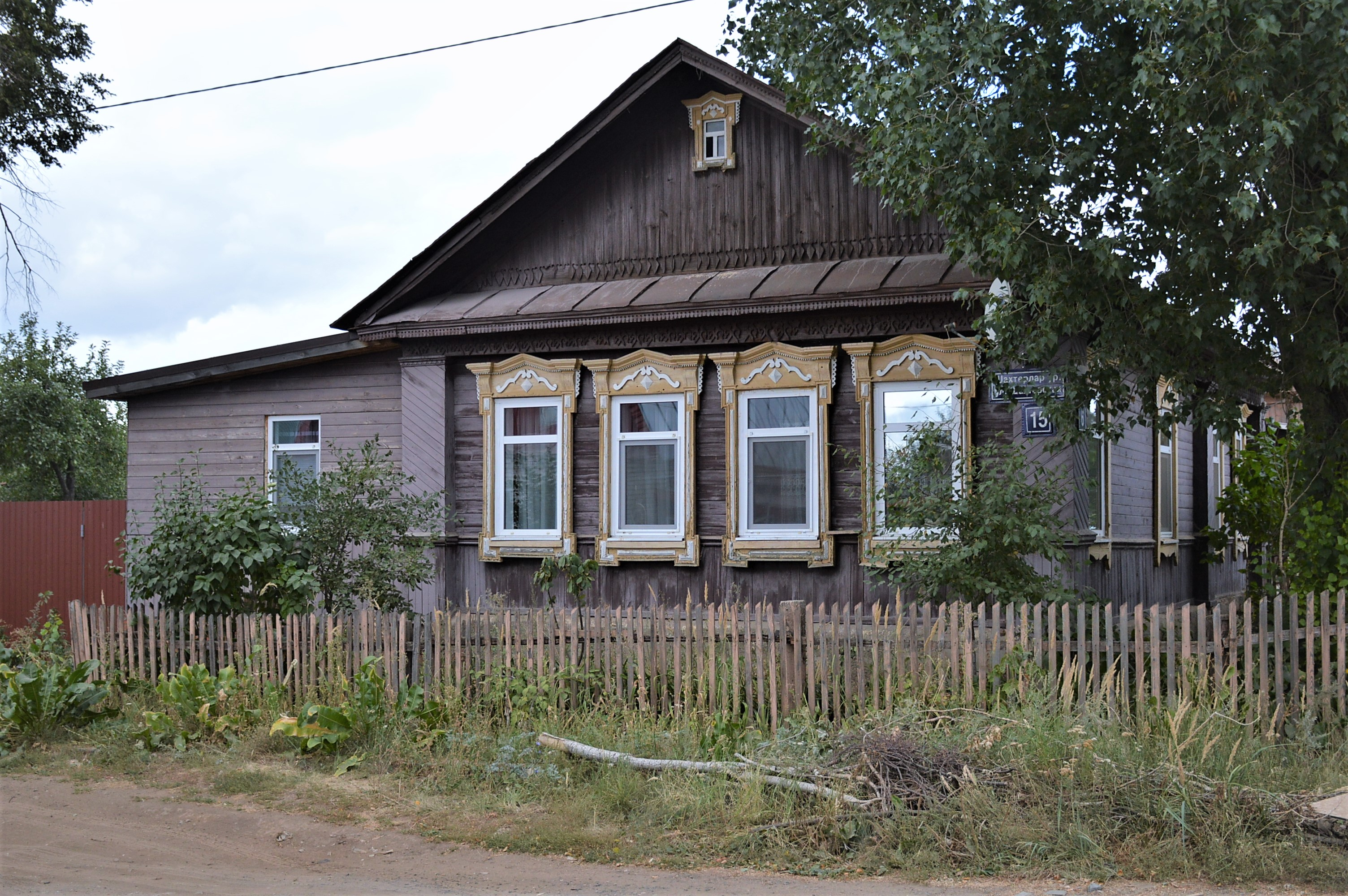
Жилой дом: ул. Шахтёрская, 15

## Уличная сеть
В составе посёлка Дальний имеется 9 улиц (все возникли в 1950-е годы). 
| Название улицы      | Фото | Образец адресной таблички | Документ, которым утверждено название                        | Происхождение названия |
| ------------------- | ---- | ------------------------- | ------------------------------------------------------------ | --- |
| Бухарская улица     |      |                           | Решение Казанского горисполкома от 23 апреля 1958 года № 328 | Бухара — город в Узбекистане. Прежнее название — улица Можайского, в честь Александра Фёдоровича Можайского (1825—1890) — русского контр-адмирала, пионера авиации.                                           |
| Крылова улица       |      |                           | —                                                            | Иван Андреевич Крылов (1769—1844) — русский писатель, баснописец. |
| Рылеева улица       |      |                           | —                                                            | Кондратий Фёдорович Рылеев (1795—1826) — декабрист, один из пяти казнённых руководителей Декабристского восстания 1825 года.                                                                                  |
| Скрябина улица      |      |                           | —                                                            | Александр Николаевич Скрябин (1872—1915) — русский композитор. |
| Физкультурная улица |      |                           | —                                                            | Физкультура — система спортивной деятельности, направленная на гармоничное развитие духовных и физических сил человека.                                                                                       |
| Фонвизина улица     |      |                           | —                                                            | Денис Иванович Фонвизин (1745—1792) — русский писатель, драматург. |
| Фруктовая улица     |      |                           | —                                                            | Фрукт — сочный съедобный плод растения, являющийся важной составляющей пищи человека. |
| Черепичная улица    |      |                           | —                                                            | Черепица — кровельный штучный материал, изначально изготавливался из обожжённой глины. |
| Шахтёрская улица    |      |                           | —                                                            | Шахтёр — человек, добывающий полезные ископаемые из недр земной коры, прежде всего уголь. Данное название увековечивает профессию шахтёра, которая в советское время пользовалась особым почётом и уважением. |

## Бухарская мечеть
55°46′27″ с. ш. 49°12′07″ в. д.

Мечеть именуется по названию улицы, на которой она расположена (ул. Бухарская, 3А). Она была открыта в 2017 году в здании Центра отдыха «Kingdom». Это здание современной архитектуры с переменной этажностью (2—3 этажа). Мечеть находится в трёхэтажном правом крыле здания, имея отдельный вход со стороны улицы Бухарской. При этом из мечети можно напрямую пройти в ресторан, который позиционируется как халяльное заведение.  
Молельный зал расположен на 3 этаже. Он разделён двумя прямоугольными в сечении колоннами. Михраб находится в угловой части зала. 
На протяжении первых пяти лет своего существования Бухарская мечеть не имела минарета, но 14 мая 2022 года он был установлен с задней стороны здания. Это двухъярусное сооружение, увенчанное шатровой крышей, с металлическим ограждением на втором ярусе.
Мусульманский приход Бухарской мечети зарегистрирован 24 апреля 2017 года. С момента открытия Бухарской мечети её бессменным имам-хатыбом является Бадертдинов Ахат Анварович.

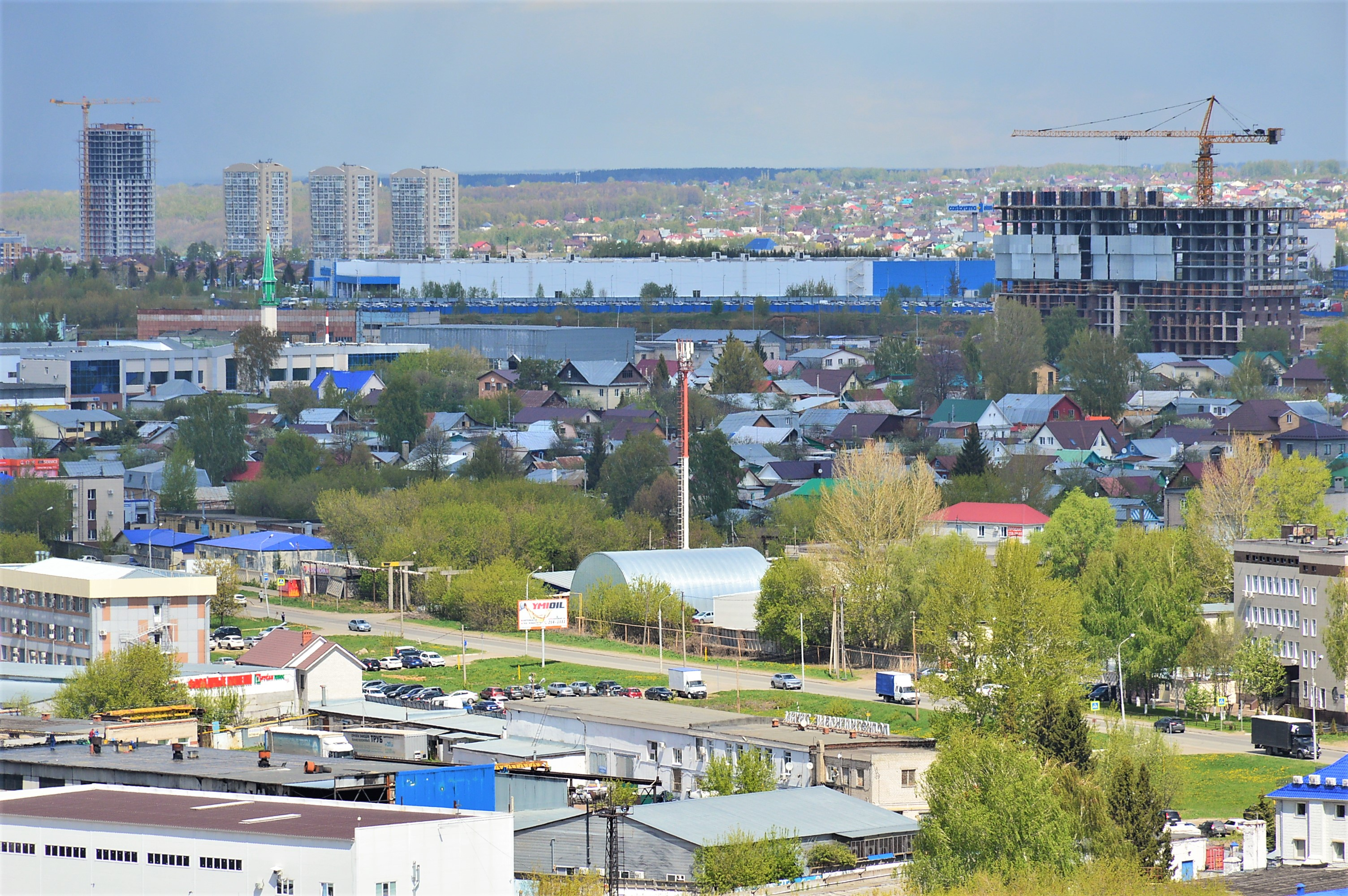
Вид на посёлок Дальний и Бухарскую мечеть (слева на заднем плане)
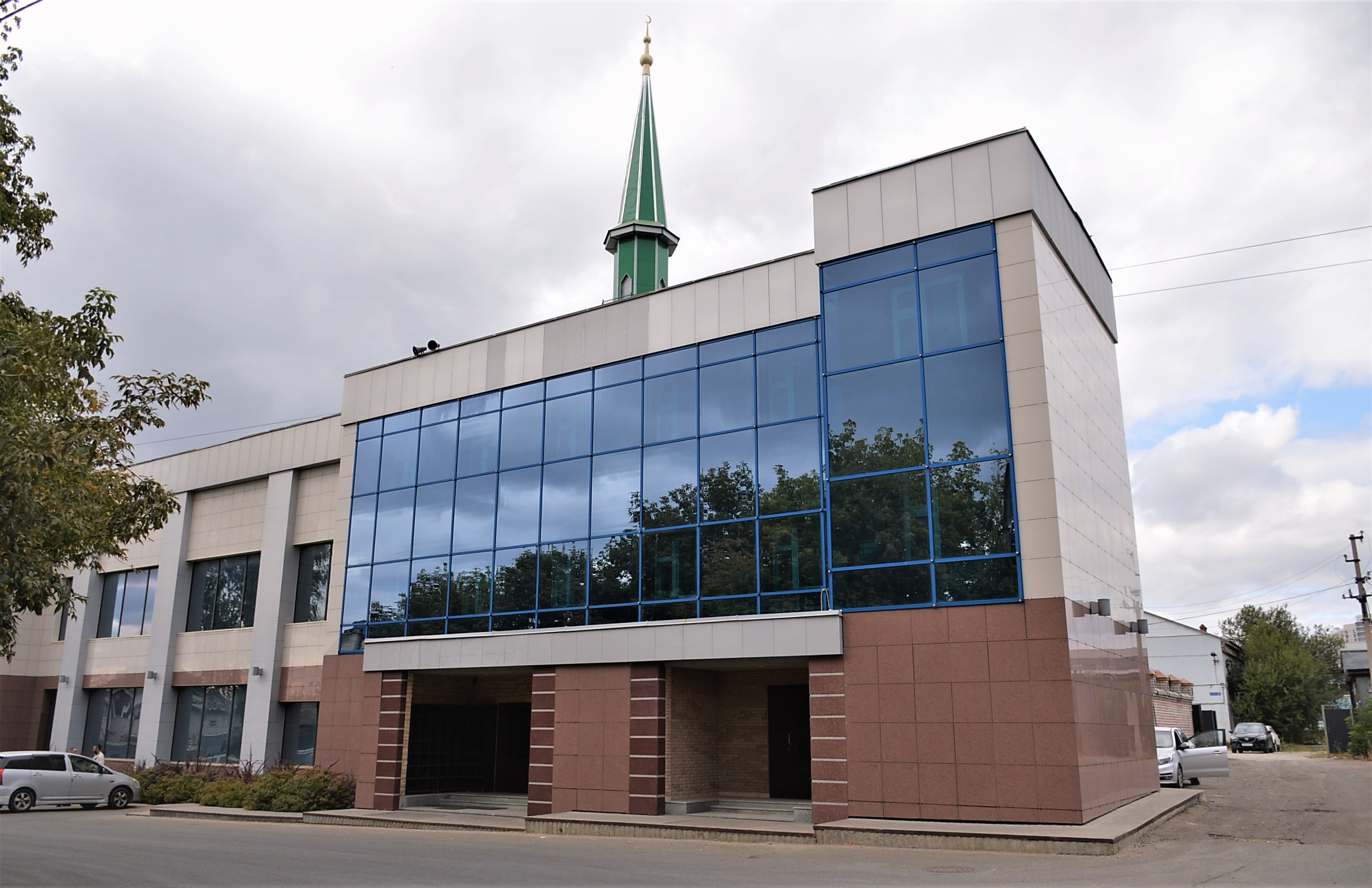
Бухарская мечеть
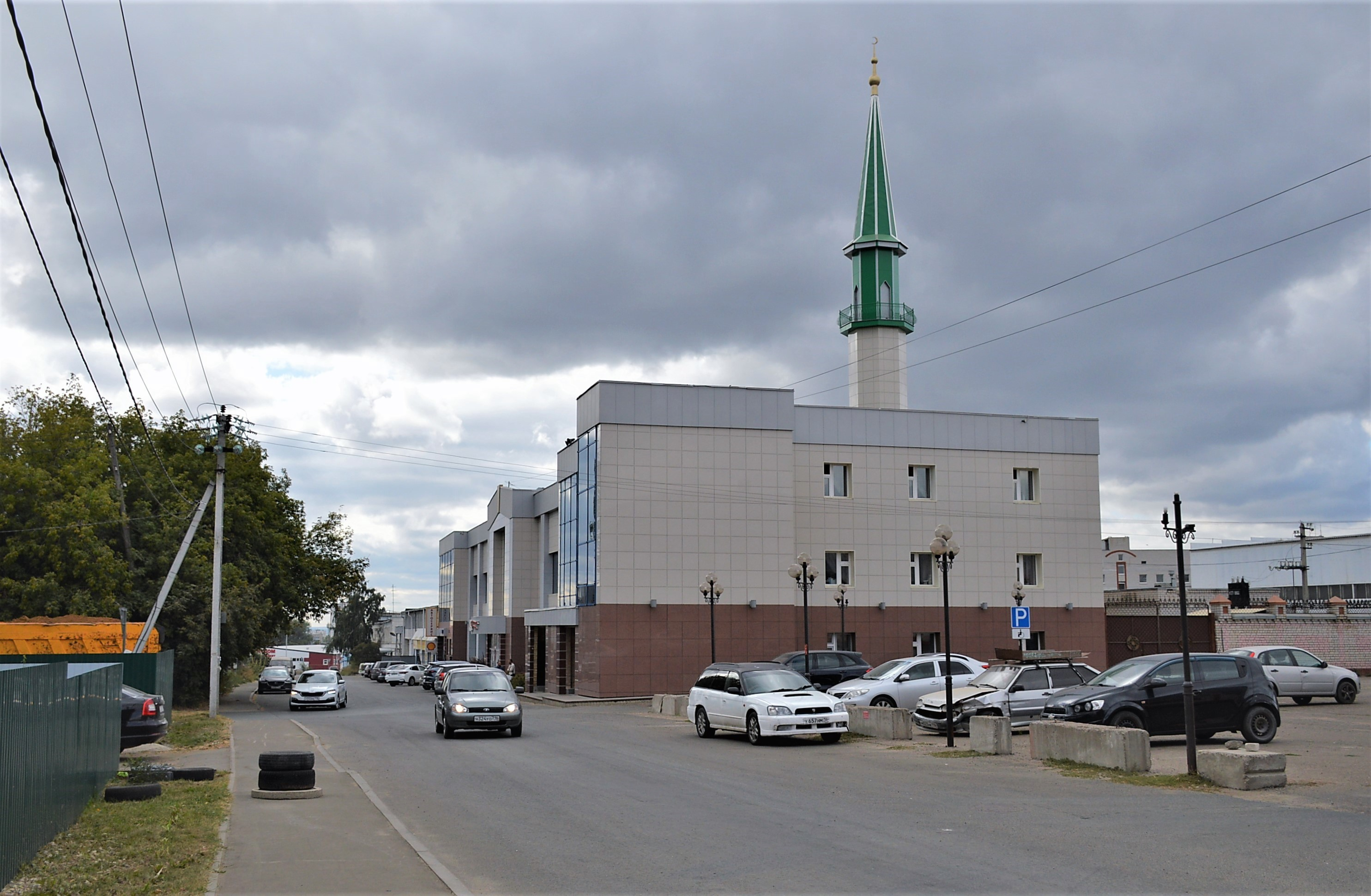
Бухарская мечеть в перспективе улицы Бухарской
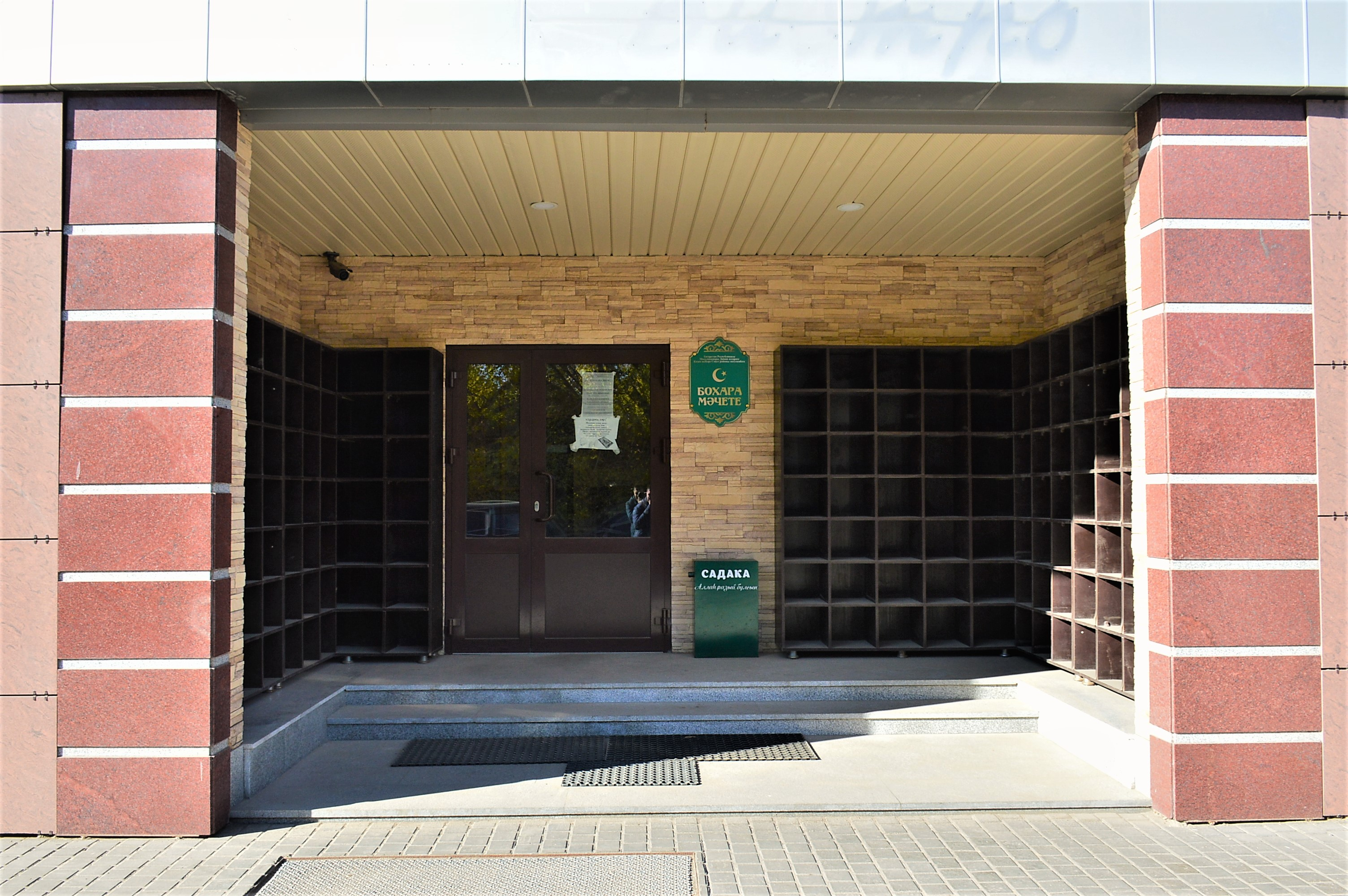
Вход в Бухарскую мечеть
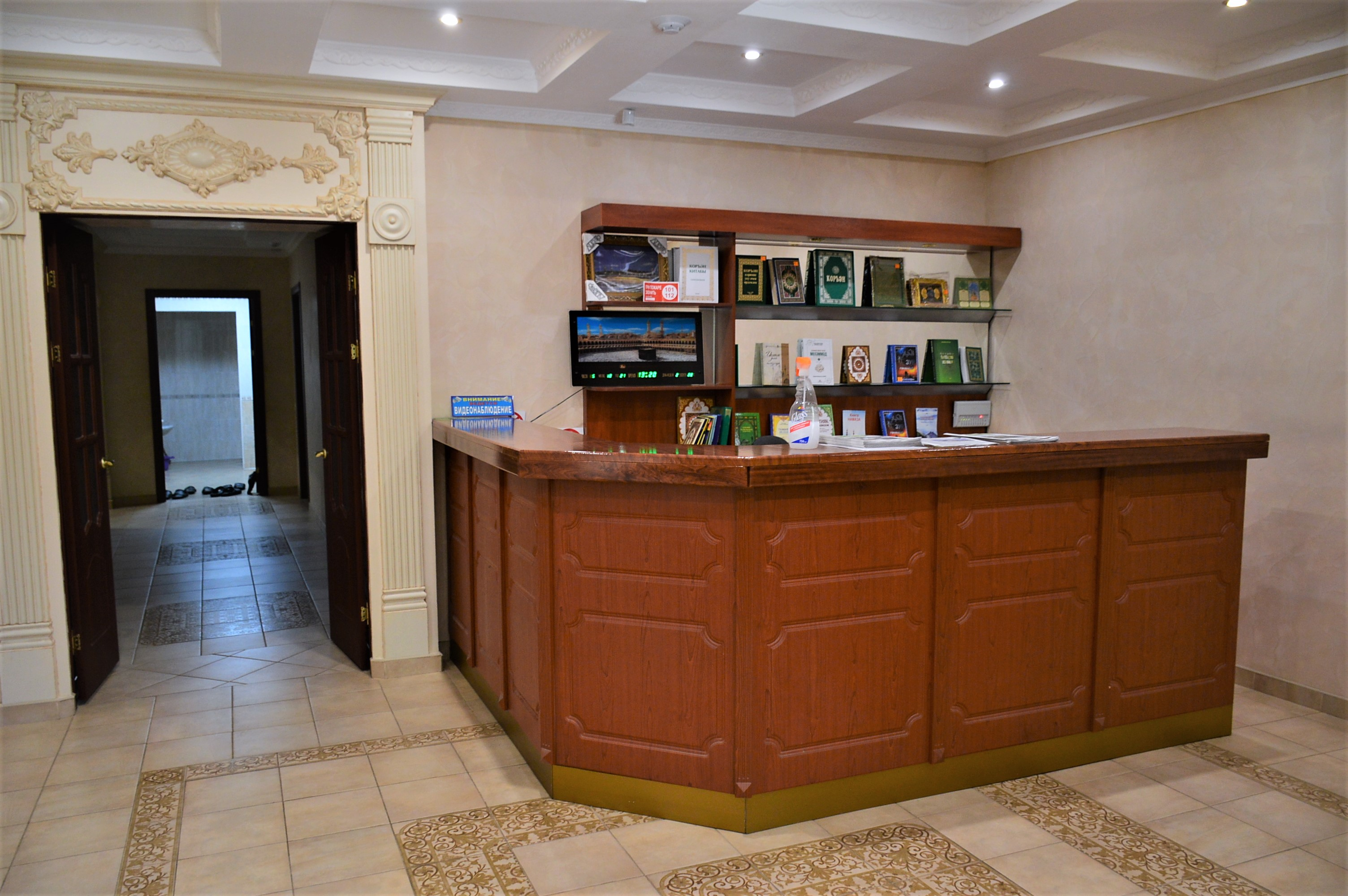
Вестибюль Бухарской мечети
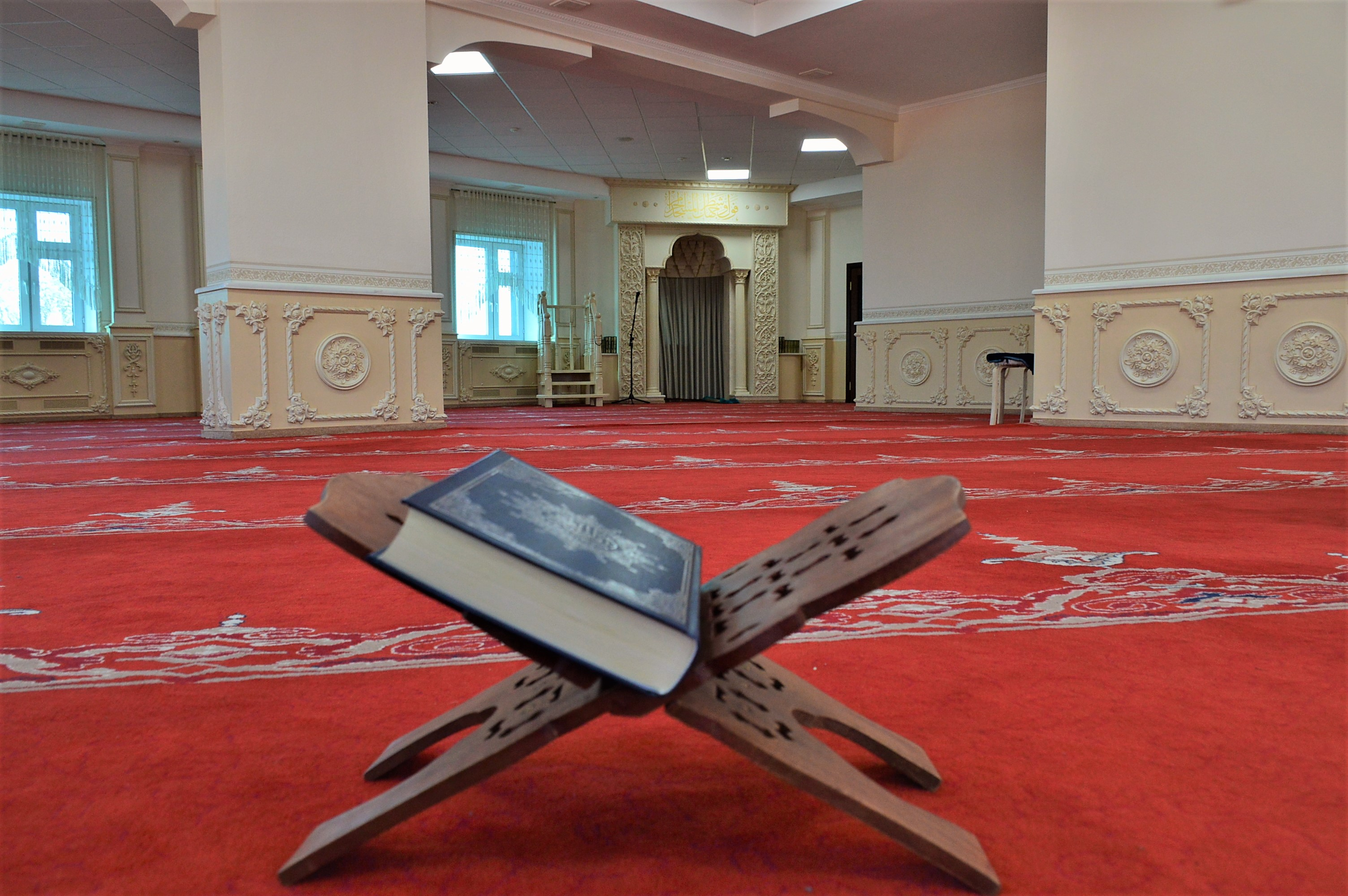
Молельный зал в Бухарской мечети